# Coanas
Las coanas o aperturas nasales posteriores son dos aberturas en la parte posterior de la cavidad nasal que comunican con la garganta en los peces crosopterigios y los tetrápodos, incluyendo a los seres humanos y otros mamíferos.
En anatomía humana, una coana es cualquier cavidad con forma de embudo o infundíbulo.
Específicamente, reciben el nombre de coana cada una de las aberturas que existen a derecha e izquierda entre la cavidad nasal y la nasofaringe. En la Terminología Anatómica está clasificada bajo el nombre de coana (choana) en el apartado «cráneo» y estaba clasificada en la versión impresa de la TA98 como coanas (choanae) en el apartado «fosa nasal», pero entre 2010 y 2013 se completó la publicación en Internet de una versión en línea de la TA corregida con retroalimentación de los usuarios donde se dejaba el segundo término en singular por contravenir los plurales de entidades pares las reglas de la Terminología Anatómica habitual.